# Les Compères
Les Compères é um filme de comédia produzido na França, dirigido por Francis Veber e lançado em 1983.